# イーリー侯爵
イーリー侯爵（イーリーこうしゃく、英: Marquess of Ely）は、イギリスの侯爵、貴族、アイルランド貴族爵位。1800年に創設された。

## 歴史

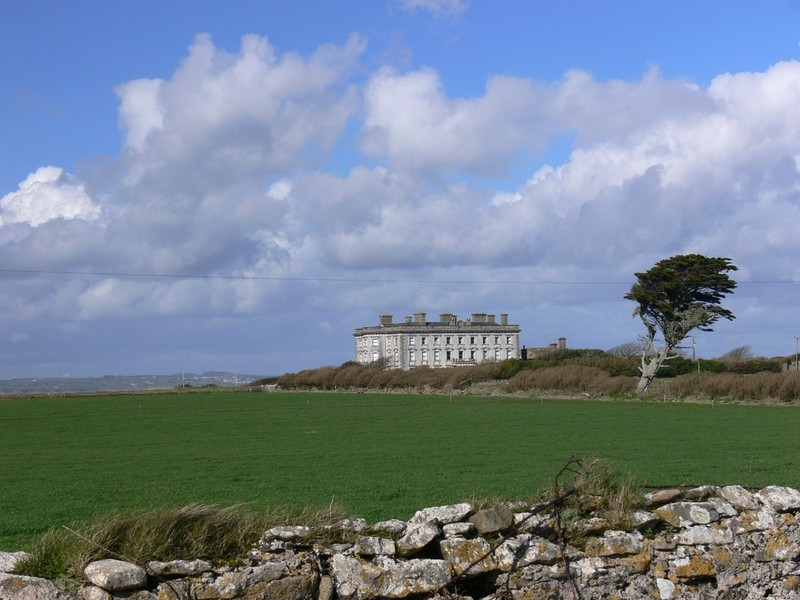
侯爵家の邸宅ロフタス・ホール

ウェックスフォード県出身の政治家ジョン・トッテナム(1714–1787)はアイルランド庶民院議員を務め、1780年12月18日にアイルランドにおける準男爵に叙された。彼は初代ロフタス子爵ニコラス・ロフタス(c.1687–1763)の娘エリザベスと結婚しており、1783年にエリザベスの兄弟にあたる初代イーリー伯爵ヘンリー・ロフタス(1709–1783)が死去するとジョン・トッテナムの息子チャールズ・トッテナム(1738–1806)（のち2代準男爵）がその遺産を相続、チャールズは姓をロフタスに改めた。
チャールズもアイルランド庶民院議員、アイルランド郵政長官を務めた政治家であり、前述の準男爵位のほか、1785年6月28日にアイルランド貴族であるウェックスフォード県ロフタス・ホールにおけるロフタス男爵、1789年12月28日にイーリーのロフタス子爵、1794年3月2日にイーリー伯爵、1800年12月29日にイーリー侯爵に叙され、さらに1801年1月19日に連合王国貴族であるヨーク州ロング・ロフタスにおけるロフタス男爵に叙された。
2代侯爵ジョン・ロフタス(1770–1845)もアイルランド庶民院議員、連合王国庶民院議員を務めた政治家で、3代侯爵ジョン・ヘンリー・ロフタス(1814–1857)も襲爵以前に数か月間庶民院議員を務めた。
7代侯爵が死去すると、2代侯爵の男系子孫が断絶した。そのため、8代侯爵には初代侯爵の次男ロバート・ポンソンビー・トッテナム卿(1773–1850)の玄孫にあたるチャールズ・ジョン・トッテナム(1913–2006)が継承した。ロバート・ポンソンビーが姓をロフタスからトッテナムに戻したため、8代侯爵以降の姓もトッテナムとなった。
2019年現在の当主は8代侯爵の息子にあたる9代侯爵チャールズ・ジョン・トッテナム(1943–)である。彼はカナダ西部のアルバータ州カルガリー在住であり、養子と養女が1人ずついるが、嫡子がおらず、弟ティモシー・クレイグ・トッテナム卿(1948–)が推定相続人になっている。

## 現当主の保有爵位・準男爵位
現当主の第9代イーリー侯爵チャールズ・トッテナムは、以下の爵位を有する。
- 第9代イーリー侯爵（9th Marquess of Ely）
（1800年12月29日の勅許状によるアイルランド貴族爵位）
- 第9代イーリー伯爵（英語版）（9th Earl of Ely）
（1794年3月2日の勅許状によるアイルランド貴族爵位）
- 第9代イーリーのロフタス子爵（9th Viscount Loftus, of Ely）
（1794年3月2日の勅許状によるアイルランド貴族爵位）
- 第9代ウェックスフォード県におけるロフタス・ホールのロフタス男爵（9th Baron Loftus, of Loftus Hall in the County of Wexford）
（1785年6月28日の勅許状によるアイルランド貴族爵位）
- 第9代ヨーク州ロング・ロフタスのロフタス男爵（9th Baron Loftus, of Long Loftus in the County of York）
（1800年12月29日の勅許状による連合王国貴族爵位）
- 第10代（トッテナム・グリーンの）準男爵（10th Baronet, of Tottenham Green）
（1780年12月18日の勅許状によるアイルランド準男爵位）

## 一覧

### （トッテナム・グリーンの）トッテナム準男爵（1780年）
- 初代準男爵サー・ジョン・トッテナム（英語版）（1714年 – 1787年）
- 第2代準男爵サー・チャールズ・ロフタス（1738年 – 1806年）
  - 1785年、ロフタス男爵（第2期）に叙爵。1789年、ロフタス子爵に叙爵。1794年、イーリー伯爵に叙爵。1800年、イーリー侯爵とに叙爵。1801年、ロフタス男爵（第3期）叙爵。

### イーリー侯爵（1800年）
- 初代イーリー侯爵チャールズ・ロフタス（1738年 – 1806年）
- 第2代イーリー侯爵ジョン・ロフタス（1770年 – 1845年）
- 第3代イーリー侯爵ジョン・ヘンリー・ロフタス（英語版）（1814年 – 1857年）
- 第4代イーリー侯爵ジョン・ヘンリー・ウェリントン・グラハム・ロフタス（1849年 – 1889年）
- 第5代イーリー侯爵ジョン・ヘンリー・ロフタス（1851年 – 1925年）
- 第6代イーリー侯爵ジョージ・ハーバート・ロフタス（1854年 – 1935年）
- 第7代イーリー侯爵ジョージ・ヘンリー・ウェリントン・ロフタス（1903年 – 1969年）
- 第8代イーリー侯爵チャールズ・ジョン・トッテナム（1913年 – 2006年）
- 第9代イーリー侯爵チャールズ・ジョン・トッテナム（1943年 – ）

爵位の推定相続人は現当主の弟ティモシー・クレイグ・トッテナム卿（1948年 – ）で、その法定推定相続人は長男であるスコット・クレイグ・トッテナム（1977年 – ）である。